# ناتالی دی لوچیو
ناتالی دی لوچیو (زاده ۲۹ ژوئن ۱۹۸۹) خواننده ایتالیایی-کانادایی اهل تورنتو ، انتاریو است. او به دلیل بازخوانی منحصر به فردش از کلاسیک‌های هندی به عنوان " سوپرانوی بالیوود " شناخته می‌شود.
کار او در سال ۲۰۱۰ با انتشار موزیک ویدیوهای آهنگ‌های فیلمهای بالیوودی در یوتیوب آغاز شد. این موزیک ویدئوها توجه ای. آر. رحمان را به خود جلب کرد. او کار حرفه‌ای خود را در بالیوود با خواننده برجسته سونو نیگام آغاز کرد و برای موسیقی‌های متن فیلم بلند مختلف (انگلیسی وینگلیش، خانم‌ها در مقابل ریکی باهل، و چنای اکسپرس) خواننده بوده‌است. دی لوچیو همچنین با آندره‌آ بوچلی, لوچیانو پاواروتی تهیه‌کننده موسیقی اسطوره ای ایتالیایی در بولونیا، ایتالیا کار کرده‌است.

## اوایل زندگی
دی لوچیو در ۲۹ ژوئن ۱۹۸۹ در تورنتو، انتاریو به دنیا آمد و برای یک خواننده کلاسیک آموزش دید. پدرش اهل آگروپولی، کامپانیا، ایتالیا و مادرش اهل مونترال، کبک، کانادا است. او دانشجوی آکادمی هنر کاردینال کارتر بود. او به دانشگاه مک گیل رفت تا صدای کلاسیک غربی را مطالعه کند و حرفه موسیقی را دنبال کند.
دی لوچیو کار خود را با متیو تیشلر، تهیه‌کننده موسیقی کانادایی چند پلاتینوم در سن ۱۳ سالگی آغاز کرد و تا به امروز با او همکاری می‌کند.

## زندگی شخصی
دی لوچیو از سال ۲۰۱۱ تا ۲۰۱۵ با ایاز خان بازیگر سینما و تلویزیون هندی رابطه داشت. آنها در یکی از اولین بازدیدهای او از بمبئی در هواپیما با هم آشنا شدند. او گفت که خان الهام بخش اولین آهنگ هندی او بود.
در سال ۲۰۱۸، ناتالی با راگو رام مؤسس MTV Roadies ازدواج کرد. در ۶ ژانویه ۲۰۲۰، آنها صاحب یک نوزاد پسر به نام ریتم شدند.

## فیلم‌شناسی
| سال  | فیلم                      | ترانه                            | مدیر موسیقی          |
| ---- | ------------------------- | -------------------------------- | -------------------- |
| ۲۰۱۰ | گروه باجا برآت            | "Aadha Ishq" - آواز اضافی        | سلیم – سلیمان        |
| ۲۰۱۱ | چالو دیلی                 | "لحظه‌های زندگی"                  | روهیت کولکارنی       |
| ۲۰۱۱ | خانم‌ها در مقابل ریکی باهل | "جاذبه مهلک"                     | سلیم – سلیمان        |
| ۲۰۱۲ | رئیس بیتتو                | "آئودی (Tenu Tak De)"            | رغاو ساچار           |
| ۲۰۱۲ | انگلیسی وینگلیش           | "ناورای ماجی"                    | آمیت تریودی          |
| ۲۰۱۳ | کدال                      | "انبین واساله (تکرار ایتالیایی)" | AR رحمان             |
| ۲۰۱۳ | چنای اکسپرس               | "آماده ثابت پو"                  | ویشال-شخار           |
| ۲۰۱۴ | من                        | "آیلا آیلا"                      | AR رحمان             |
| ۲۰۱۵ | محمد (ص): رسول خدا        | "معجزه دریا"                     | AR رحمان             |
| ۲۰۱۶ | صفر                       | "عشق ابدی"                       | Nivas K. Prasanna    |
| ۲۰۱۶ | بفیکرا                    | "Befikra" (آوازهای انگلیسی)      | با برادران آشنا شوید |

## نماهنگ
- "Tu Jaane Na" - منتشر شده در YouTube در ۲۹ سپتامبر 2010[۱۱]
- "Kahin To Hogi Wo" - منتشر شده در YouTube 2 نوامبر 2010[۱۲]
- «پهلا نشا» – منتشر شده در یوتیوب ۲۸ آوریل 2011[۱۳]
- "Baby, Te Amo" – در ۲۸ مه ۲۰۱۲ در YouTube منتشر شد[۱۴]
- «پرارتانا» – در ۱۹ سپتامبر ۲۰۱۳ در یوتیوب منتشر شد[۱۵]
- "Khuda Jaane/Wrecking Ball" – در ۱۷ نوامبر ۲۰۱۳ در یوتیوب منتشر شد[۱۶]
- "O Holy Night" - در ۱۲ دسامبر ۲۰۱۳ در YouTube منتشر شد[۱۷]
- " Galliyan " - منتشر شده در YouTube در ۱۹ ژوئیه 2014[۱۸]
- "آیلا آیلا"
- "Konjam Nilavu" - منتشر شده در YouTube در ۱۸ مارس 2015[۱۹]
- "Hamari Adhuri Kahani" – منتشر شده در YouTube 20 اوت 2015[۲۰]
- "رویایی از راجستان (Nella Fantasia)" - در ۱۷ مارس ۲۰۱۶ در YouTube منتشر شد[۲۱]